# Скрыпник, Татьяна Сергеевна
Татья́на Серге́евна Скры́пник (род. 17 июня 1985, Тирасполь, Молдавская ССР, СССР) — государственный деятель Приднестровской Молдавской Республики. Начальник Государственной службы высокотехнологичной медицинской помощи Приднестровской Молдавской Республики с 29 июля по 22 октября 2013. Министр здравоохранения Приднестровской Молдавской Республики с 22 октября 2013 по 21 декабря 2016 (и. о. 24 сентября — 22 октября 2013).

## Биография
Родилась 17 июня 1985 в городе Тирасполь Молдавской ССР (ныне столица непризнанной Приднестровской Молдавской Республики), в семье служащих.

### Образование
В 2001 окончила биолого-химическое отделение Тираспольского теоретического лицея № 1.
В том же году поступила на медицинский факультет Приднестровского государственного университета имени Т. Г. Шевченко, на специальность «лечебное дело». Окончила обучение в 2007.
Прошла специализацию в городе Запорожье (Украина) по ультразвуковой диагностике.
Получила первичную специализацию по специальности «кардиология» в Москве. 

### Трудовая деятельность
С 2009 по 2010 — ассистент кафедры терапии и общей врачебной практики медицинского факультета Приднестровского Государственного университета имени Т. Г. Шевченко.
С 2009 по апрель 2013 — врач-кардиолог кардиологического отделения Республиканской клинической больницы Тирасполя. Работала по совместительству врачом ультразвуковой диагностики сердца в Республиканском госпитале ИВОВ Тирасполя. Участвовала в Международных медицинских конференциях, съездах и конгрессах, является членом Общероссийской общественной организации «Российское  кардиологическое общество». 
С 12 апреля по 29 июля 2013 — первый заместитель министра здравоохранения Приднестровской Молдавской Республики.
С 29 июля по 22 октября 2013 — начальник Государственной службы высокотехнологичной медицинской помощи Приднестровской Молдавской Республики.
С 24 сентября по 22 октября 2013 — временно исполняющая обязанности министра здравоохранения Приднестровской Молдавской Республики.
С 22 октября 2013 по 21 декабря 2016 — министр здравоохранения Приднестровской Молдавской Республики.

## Семья
Не замужем.